# Andrítsena-Kresténa
Le dème d’Andrítsena-Kresténa (grec moderne : Δήμος Ανδρίτσαινας - Κρεστένων, Dhímos Andrítsenas-Kresténon) est un dème (municipalité) de la périphérie de Grèce-Occidentale, dans le district régional d'Élide, en Grèce. 

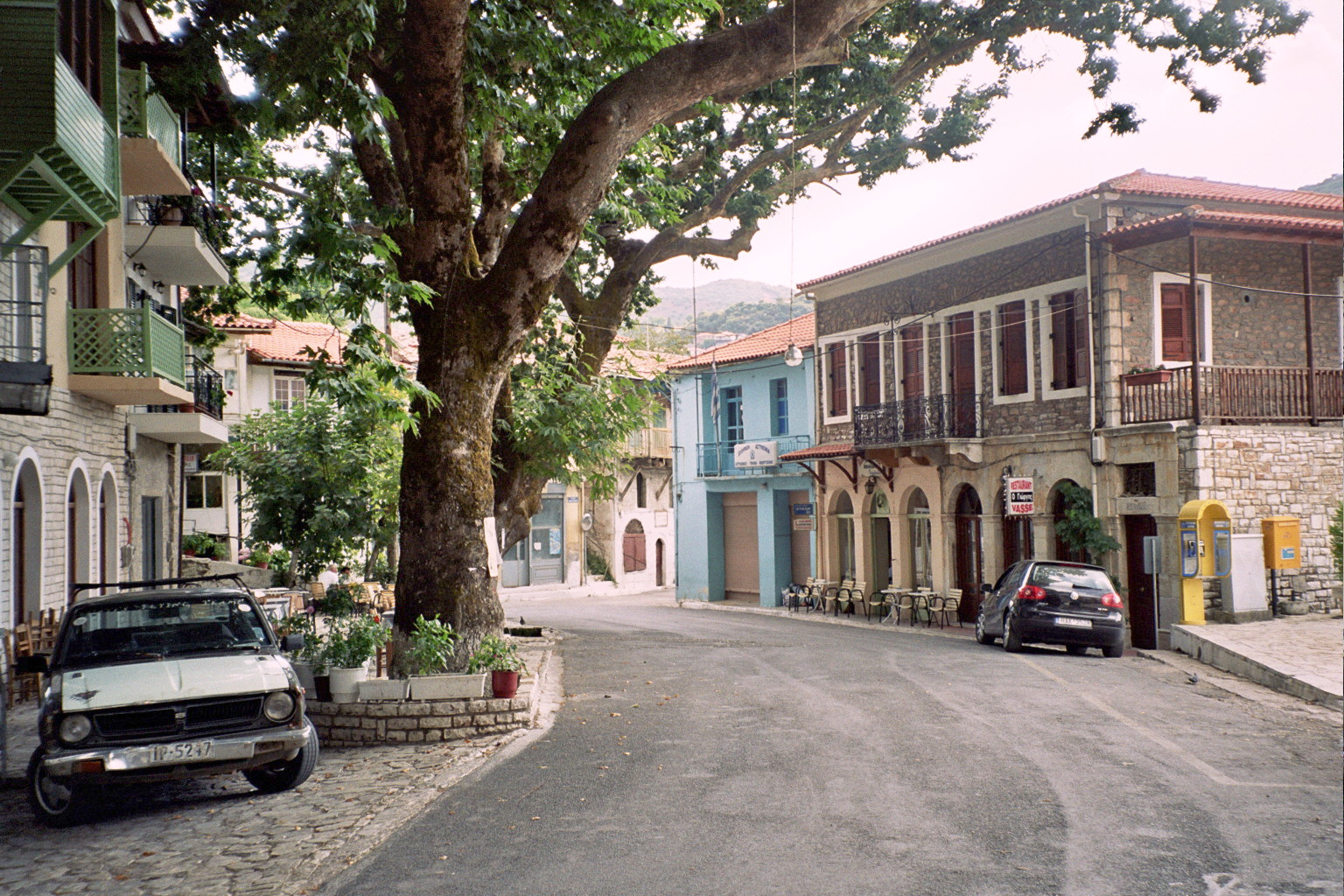
Andritsena, Grèce

Il a été créé en 2010 dans le cadre du programme Kapodistrias par la fusion des anciens dèmes d'Alifira (en), Andrítsena et Scillonte, devenus des districts municipaux.
Son siège est la localité de Krestena (en), la capitale historique Andrítsena. 